# Palaeosynthemis cervula
Palaeosynthemis cervula – gatunek ważki z rodziny Synthemistidae.